# Мачуха (телесеріал, 2005)
«Мачуха» (ісп. La madrastra) — мексиканська теленовела з елементами детектива та трилера, виробництва телекомпанії Televisa. У головних ролях Вікторія Руффо і Сесар Евора. Прем'єрний показ відбувся на каналі Las Estrellas 7 лютого — 29 липня 2005 року.
Серіал увійшов до п'ятірки найуспішніших теленовел компанії Televisa.

## Сюжет
1985-го року під час відпочинку на Арубі було застрелено жінку на ім'я Патрисія Ібаньєс, а в її смерті звинувачено її подругу Марію Сан-Роман, яка першою знайшла тіло й необережно взяла до рук пістолет, що лежав поруч. Марію було визнано винною та засуджено до довічного ув'язнення, після чого її чоловік Естебан повернувся до Мексики та розлучився з нею. 
20 років потому, у 2005 році, Марії усе ж вдається домогтися пом'якшення вироку та звільнитися з в'язниці. Вона повертається до Мехіко з наміром знайти справжнього вбивцю Патрисії. Прибувши до особняка родини Сан-Роман, вона дізнається, що її вже дорослі діти — син Ектор та дочка Естрелла — не лише вважають її померлою, але й взагалі нічого про неї не знають через Естебана, який знищів усі її фотографії, повісив на стіну портрет невідомої жінки та сказав дітям, що то їхня покійна мати на ім'я Монтсеррат. Вкрай обурена Марія погрожує колишньому чоловікові відкрити дітям правду, якщо він не одружиться з нею. Естебан дивується, навіщо їй це потрібно. Марія пояснює, що її мета — опинитися в оточенні тих самих людей, які також брали участь в тій фатальній подорожі на Арубу. Окрім Естебана та Марії це були дві його неодружені тітки Кармела та Альба (яка таємно закохана в Естебана, й тихо божеволіє через своє неможливе кохання), а також троє його бізнес-партнерів — немолодий холостяк Сервандо Мальдонадо, Бруно Мендісабаль з дружиною Фабіолою, та адвокат Деметріо Ріверо з дружиною Даніелою. Естебан розриває заручини з Аною Росою, племінницею Даніели, та одружується з Марією. Поступово з'ясовується, що майже в усіх учасників поїздки були мотиви та можливість усунути Патрисію, яка виявилася зовсім не такою доброю людиною, якою її вважала Марія. Розслідування Марії викликає сильне занепокоєння зі сторони справжнього злочинця, аби захиститися, він починає усувати небажаних свідків, в тому числі й Сервандо та Ану Росу, а також робить кілька замахів на життя самої Марії. На тлі цих подій Марія починає розуміти, що все ще кохає Естебана, але не може дати волю почуттям, бо він один з підозрюваних. Засмучують її й власні діти, які вважають її мачухою та навмисне погано поводяться з нею...

## У ролях
| Актор                  | Роль                                |
| ---------------------- | ----------------------------------- |
| Вікторія Руффо         | Марія Фернандес Акунья              |
| Сесар Евора            | Естебан Сан-Роман                   |
| Жаклін Андере          | Альба Сан-Роман                     |
| Ана Мартін             | Сокорро Монтес                      |
| Марта Хулія            | Ана Роса Маркес                     |
| Маурісіо Аспе          | Ектор Сан-Роман                     |
| Ана Лаєвська           | Естрелла Сан-Роман                  |
| Сесілія Габріела       | Даніела Маркес де Ріверо            |
| Едуардо Капетільйо     | Леонель Ібаньєс                     |
| Гільєрмо Гарсія Канту  | Деметріо Ріверо                     |
| Рене Касадос           | Бруно Мендісабаль                   |
| Сабін Мосьє            | Фабіола Моран де Мендісабаль        |
| Маргарита Ісабель      | Кармела Сан-Роман                   |
| Ірма Серрано           | Герцогиня де Вальтаррама-і-Каліксто |
| Лоренсо де Родас       | Сервандо Мальдонадо                 |
| Патрисія Реєс Спіндола | Вентуріна Гарсія                    |
| Хоакін Кордеро         | падре Белісаріо                     |
| Мішель Вієт            | Вівіан Соуза                        |
| Серхіо Майєр           | Карлос Санчес                       |
| Маріанна Ріос          | Лупіта Монтес                       |
| Мігель Анхель Біаджо   | Анхель Сан-Роман                    |
| Хімена Еррера          | Альма Мартінес                      |
| Хосе Луїс Ресендес     | Греко Монтес                        |
| Ліза Віллерт           | Ребекка Роблес                      |
| Монтсеррат Олівер      | Патрисія Ібаньєс                    |
| Алехандро Руїс         | доктор Руїс                         |

## Нагороди та номінації
TVyNovelas Awards (2006)
- Найкраща режисерська робота (Хорхе Едгар Рамірес, Ерік Моралес).
- Найкращий молодий актор (Маурісіо Аспе).
- Номінація на найкращу теленовелу (Сальвадор Мехія Алехандре).
- Номінація на найкращу акторку (Вікторія Руффо).
- Номінація на найкращого актора (Сесар Евора).
- Номінація на найкращу лиходійку (Жаклін Андере).
- Номінація на найкращого лиходія (Гільєрмо Гарсія Канту).
- Номінація на найкращу роль у виконанні заслуженої акторки (Ана Мартін).
- Номінація на найкращу роль у виконанні заслуженого актора (Хоакін Кордеро).
- Номінація на найкращу акторку другого плану (Маргарита Ісабель).
- Номінація на найкращого актора другого плану (Рене Касадос).
- Номінація на найкращу молоду акторку (Ана Лаєвська).
- Номінація на найкращого молодого актора (Хосе Луїс Ресендес).
- Номінація на найкращу музичну тему (Лаура Паузіні)[2].

Premios Bravo 2006
- Найкраща акторка (Вікторія Руффо)[3].

ACE Awards
- Найкраща акторка (Жаклін Андере).

TV Adicto Golden Awards 2010
- Найкраща продюсерська робота (Сальвадор Мехія Алехандре)[4].

## Інші версії
- 1981 — Мачуха (ісп. La madrastra), чилійська теленовела виробництва Canal 13 за оригінальним сюжетом Артуро Мойя Грау. У головних ролях Хаель Юнгер і Вальтер Кліче.
- 1985 — Прожити ще трохи (ісп. Vivir un poco), мексиканська теленовела виробництва Televisa. У головних ролях Анхеліка Арагон і Рохеліо Герра.
- 1996 — Назавжди (ісп. Para toda la vida), мексиканська теленовела виробництва Televisa. У головних ролях Офелія Медіна, Езекієль Лавандеро та Сільвія Паскель.
- 1996 — Назавжди (англ. Forever), мексикансько-американська теленовела спільного виробництва Fox Broadcasting Company і Televisa. У головних ролях Марія Маєнтес і Марк Шнейдер.
- 2015 — Хто вбив Патрисію Солер? (ісп. Quién mato a Patricia Soler?), колумбійська теленовела виробництва компанії RTI Televisión. У головних ролях Ітаті Кантораль і Мігель де Мігель.
- 2022 — Мачуха (ісп. La madrastra), мексиканська теленовела виробництва компанії TelevisaUnivision. У головних ролях Араселі Арамбула і Андрес Паласіос.